# Campeonato Mundial de Ciclismo em Estrada de 1965
Os Campeonatos do mundo de ciclismo de estrada de 1965 celebrou-se na localidade espanhola de Lasarte a 5 de setembro de 1965.

## Resultados
| Evento                       | Ouro                                                                      | Ouro           | Prata                                                                                            | Prata | Bronze                                                                           | Bronze      |
| ---------------------------- | ------------------------------------------------------------------------- | -------------- | ------------------------------------------------------------------------------------------------ | ----- | -------------------------------------------------------------------------------- | ----------- |
| Provas masculinas            |                                                                           |                |                                                                                                  |       |                                                                                  |             |
| Homens - carreira em linha   | Tom Simpson · Reino Unido                                                 | 6 h 39 min 19s | Rudi Altig · Alemanha Ocidental                                                                  | m.t.  | Roger Swerts · Bélgica                                                           | + 3 min 40s |
| Contrarrelógio por equipas   | Itália · Pietro Guerra · Luciano Dalla Bona · Mino Denti · Giuseppe Soldi | -              | Espanha · Ventura Díaz Arrey · José Manuel López Rodríguez · José Manuel Lasa · Domingo Perurena | -     | França · André Desvages · Gerard Swertvaeger · Henri Heintz · Claude Lechatelier | -           |
| Amador - carreira em linha   | Jacques Botherel · França                                                 | 4h 12' 52"     | José Manuel Lasa · Espanha                                                                       | -     | Battista Monti · Itália                                                          | -           |
| Provas femininas             |                                                                           |                |                                                                                                  |       |                                                                                  |             |
| Mulheres - carreira em linha | Elisabeth Eichholz · Alemanha Oriental                                    | 1h 31' 04"     | Yvonne Reynders · Bélgica                                                                        | -     | Aino Pourenen · União Soviética                                                  | -           |